# Jarra medidora

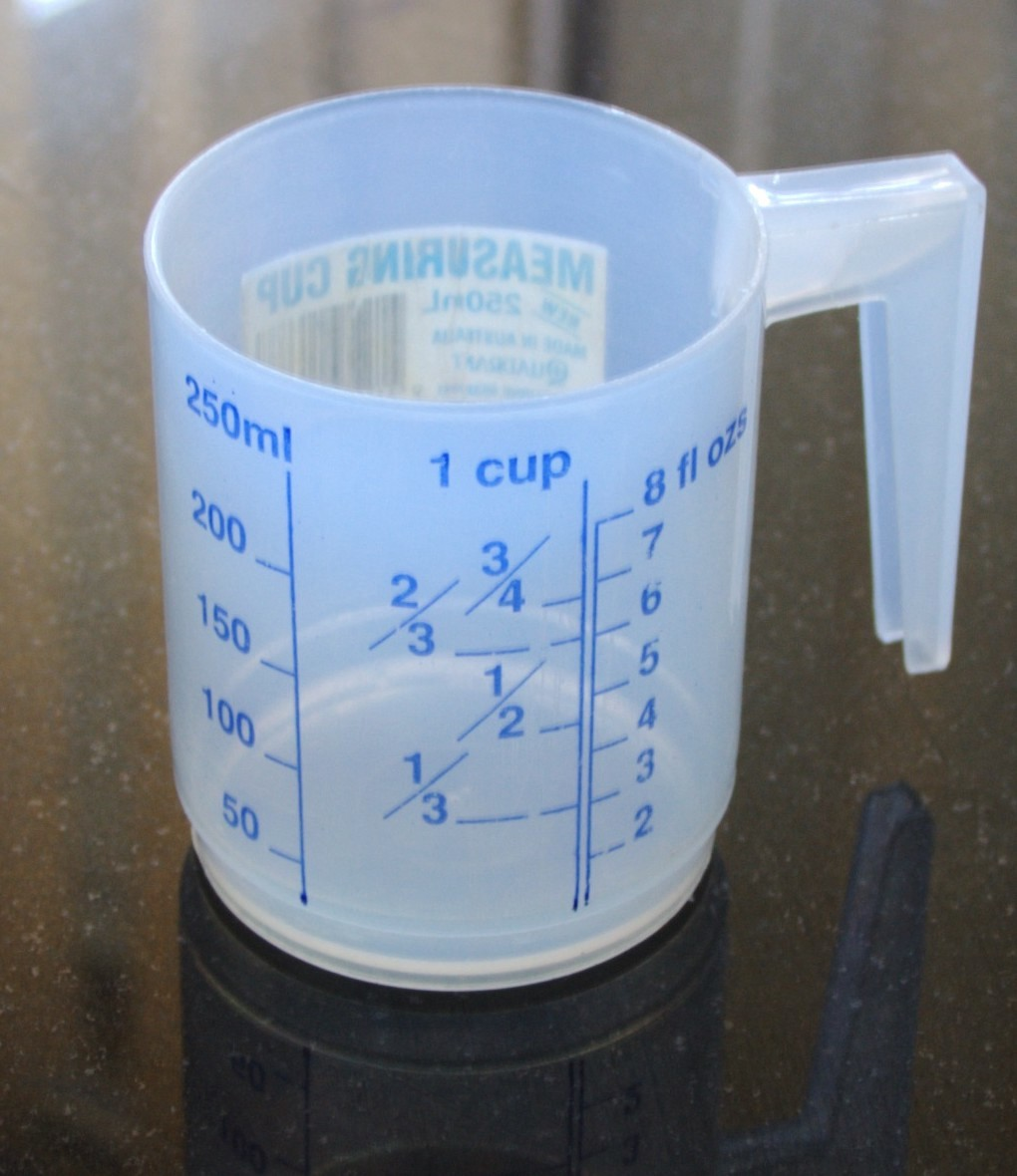
Una jarra simple de medida de volúmenes

La jarra medidora, vaso medidor o taza dosificadora es un utensilio de cocina usado para medir volúmenes de líquidos o materiales pulverulentos empleados como ingredientes para cocinar, en especial para volúmenes desde 50 mL. La jarra medidora tiene un concepto muy sencillo: se trata de un recipiente con asa, generalmente transparente, que posee una o varias escalas en su superficie. Cada escala representa un tipo de ingrediente, como harina, azúcar, levadura, agua, etc.
Las jarras medidoras suelen estar hechas de diferentes materiales; los más comunes son el plástico (suelen ser las más baratas) y el vidrio, aunque existen ejemplares de metal con la escala en la superficie interior. La mayoría de las jarras dosificadoras suelen medir volúmenes de 0,2 a 1 litros.